# Livin' in a World Without You
Livin' in a World Without You è un singolo del gruppo musicale finlandese The Rasmus, pubblicato il 10 settembre 2008 come primo estratto dal settimo album in studio Black Roses.
Il singolo è stato presentato per la prima volta dal vivo assieme al brano Ten Black Roses il 5 luglio 2008 a Berlino, in occasione del festival musicale NRJ in the Park.

## Video musicale
Il videoclip, diretto da Niclas Fronda e girato il 3 luglio 2008 a Stoccolma, mostra il cantante Lauri Ylönen in una stanza con una ragazza che lo seduce per poi cercare di rubargli una rosa nera, presente anche nella copertina dell'album.

## Tracce
CD promozionale (Europa)
1. Livin' in a World Without You (Radio Edit) – 3:14

CD promozionale (Regno Unito)
1. Livin' in a World Without You (Jorg Schmid Remix) – 5:15
2. Livin' in a World Without You (Milan East Remix) – 3:53
3. Livin' in a World Without You (Jorg Schmid Radio Edit) – 3:06
4. Livin' in a World Without You (Original Radio Edit) – 3:14

CD singolo (Finlandia)
1. Livin' in a World Without You – 3:51
2. Livin' in a World Without You (Acoustic Version) – 3:44
3. You Got It Wrong – 3:16
4. Livin' in a World Without You (Video) – 3:59

Download digitale
1. Livin' in a World Without You – 3:51
2. Livin' in a World Without You (Acoustic Version) – 3:44
3. You Got It Wrong – 3:16
4. Livin' in a World Without You (Milan East Remix) – 3:43

## Formazione
Gruppo
- Lauri Ylönen – voce
- Pauli Rantasalmi – chitarra
- Eero Heinonen – basso
- Aki Hakala – batteria

Altri musicisti
- Harry Sommerdahl – tastiera, programmazione, arrangiamenti orchestrali, cori aggiuntivi
- Will Champlin – cori aggiuntivi
- Jeanette Olson – cori aggiuntivi
- Jon Vella – cori aggiuntivi

Produzione
- Desmond Child – produzione esecutiva, produzione
- Harry Sommerdahl – produzione, registrazione
- Jon Vella – produzione associata, registrazione
- Michael Wagener – registrazione
- Pauli Rantasalmi – registrazione
- Greg Calbi – mastering
- Niklas Flyckt – missaggio

## Classifiche
| Classifica (2008) | Posizione massima |
| ----------------- | ----------------- |
| Austria           | 26                |
| Finlandia         | 1                 |
| Germania          | 14                |
| Svizzera          | 78                |